# Anthony Lazzaro
Anthony Lazzaro (Charleston, 26 de agosto de 1963) é um piloto automobilístico norte-americano.
Como outros pilotos de sua geração, Lazzaro iniciou a carreira no kart, tendo conquistado alguns títulos da modalidade entre 1987 e 1992.
Depois da experiência no kart, ele passou a competir com monopostos, primeiramente na Fórmula Ford e em seguida na Fórmula Atlantic.
Tendo estreado na Atlantic em 1996, venceu a etapa de Milwaukee. No ano seguinte, venceu as corridas de Homestead, Laguna Seca e Houston. Em 1999, aos 36 anos, se consagrou campeão da Atlantic ao vencer quatro corridas (Nazareth, Gateway, Trois-Rivières e Laguna Seca).
Lazzaro competiu também em uma prova da ARCA (Automobile Racing Club of America), tendo sofrido um grave acidente no temido circuito oval de Talladega. No fim da corrida, Anthony acabaria se envolvendo em um toque com Bil Baird, rodou na grama e após o seu Ford Thunderbird se levantar do chão, terminou atingido com força por Skip Smith. Saldo da batida: 6 carros envolvidos e Lazzaro sofreu uma fratura de vértebra.
Recuperado, ele voltou a competir em 2000, pela PPI Motorsports, pilotando o carro número 96, patrocinado pela McDonald's. Entretanto, após uma sequência de fracos resultados, foi substituído por Andy Houston.
Voltou aos monopostos em 2001, aos 37 anos, competindo pela Sam Schmidt Motorsports, tendo novamente uma chance no ano seguinte. Em sete provas, o melhor resultado conquistado por Lazzaro foram dois 9ºs lugares, em Homestead e Nazareth.
Nos últimos anos, tem conquistado relativo sucesso nas corridas de protótipos. Ele venceu a divisão GT3 nas 24 Horas de Daytona em 1999, co-dirigindo um Porsche 911, e da classe SPII em 2002 (terminando em terceiro lugar na classificação geral). Recentemente, foi integrante do grid regular na American Le Mans Series, em 2003–04, correndo com uma Ferrari 360. Ele e Ralf Kelleners conquistaram uma vitória na corrida de 2004, pela equipe Lime Rock Park.